# Hypolimnas diffusa
Hypolimnas diffusa är en fjärilsart som beskrevs av Francis Gard Howarth 1962. Hypolimnas diffusa ingår i släktet Hypolimnas och familjen praktfjärilar. Inga underarter finns listade i Catalogue of Life.